# Europese kampioenschappen schaatsen afstanden 2024 - Massastart mannen
De massastart mannen op de Europese kampioenschappen schaatsen 2024 werd verreden op zondag 7 januari 2024 in ijsstadion Thialf in Heerenveen.
Het was de vierde editie van de Europese kampioenschappen afstanden en daarmee ook de vierde editie van de massastart. Titelhouder Bart Swings won de massasprint en prolongeerde zijn titel. Bart Hoolwerf viel, nam twee Fransen mee in zijn val en werd gediskwalificeerd.

## Uitslag
| Rang   | Naam                  | Land        | Ronden | Spr. 1 | Spr. 2 | Spr. 3 | Eindsprint | Punten | Tijd    |
| ------ | --------------------- | ----------- | ------ | ------ | ------ | ------ | ---------- | ------ | ------- |
| Goud   | Bart Swings           | België      | 16     |        |        |        | 60         | 60     | 8.13,71 |
| Zilver | Gabriel Odor          | Oostenrijk  | 16     |        |        |        | 40         | 40     | 8.13,93 |
| Brons  | Allan Dahl Johansson  | Noorwegen   | 16     |        |        |        | 20         | 20     | 8.13,99 |
| 4      | Daniele Di Stefano    | Italië      | 16     |        |        |        | 10         | 10     | 8.14,00 |
| 5      | Livio Wenger          | Zwitserland | 16     |        |        |        | 6          | 6      | 8.14,04 |
| 6      | Artur Janicki         | Polen       | 16     |        | 3      | 2      |            | 5      | 8.35,36 |
| 7      | Andrea Giovannini     | Italië      | 16     |        |        |        | 3          | 3      | 8.14,26 |
| 8      | Fridtjof Petzold      | Duitsland   | 16     |        |        | 3      |            | 3      | 8.17,77 |
| 9      | Dawid Burzykowski     | Polen       | 16     | 3      |        |        |            | 3      | 8.21,92 |
| 10     | Marcel Bosker         | Nederland   | 16     |        | 2      |        |            | 2      | 8.16,63 |
| 11     | Bálint Bödei          | Hongarije   | 16     | 2      |        |        |            | 2      | 8.44,84 |
| 12     | Indra Médard          | België      | 16     |        | 1      |        |            | 1      | 8.15,87 |
| 13     | Gabriel Groß          | Duitsland   | 16     |        |        | 1      |            | 1      | 8.21,55 |
| 14     | Botond Bejczi         | Hongarije   | 16     | 1      |        |        |            | 1      | 8.36,79 |
| 15     | Manuel Taibo González | Spanje      | 16     |        |        |        |            | 0      | 8.20,19 |
| 16     | Thibault Métraux      | Zwitserland | 16     |        |        |        |            | 0      | 8.35,19 |
| 17     | Timothy Loubineaud    | Frankrijk   | 11     |        |        |        |            | 0      | 6.03,07 |
| 18     | Mathieu Belloir       | Frankrijk   | 11     |        |        |        |            | 0      | 6.03,14 |
| 19     | Bart Hoolwerf         | Nederland   | 11     |        |        |        |            | 0      | DQ      |